# Valea Florilor (sit SCI)
Valea Florilor este un sit de importanță comunitară (SCI) desemnat în scopul protejării biodiversității și menținerii într-o stare de conservare favorabilă a florei spontane și faunei sălbatice, precum și a habitatelor naturale de interes comunitar aflate în arealul zonei protejate. Acesta este situat în județul Cluj, pe teritoriul administrativ al comunei Ploscoș.

## Localizare
Aria protejată se află în extremitatea sud-estică a județului Cluj (în sudul Câmpiei Transilvaniei), ocupând teritoriul sud-vestic al satului Valea Florilor, aproape de drumul județean (DJ161B) care leagă orașul Turda de satul Ploscoș.

## Descriere
Aria naturală a fost declarată sit de importanță comunitară prin Ordinul Ministerului Mediului și Dezvoltării Durabile Nr.1964 din 13 decembrie 2007 (privind instituirea regimului de arie naturală protejată a siturilor de importanță comunitară, ca parte integrantă a rețelei ecologice europene Natura 2000 în România) și se întinde pe o suprafață de 190 hectare.

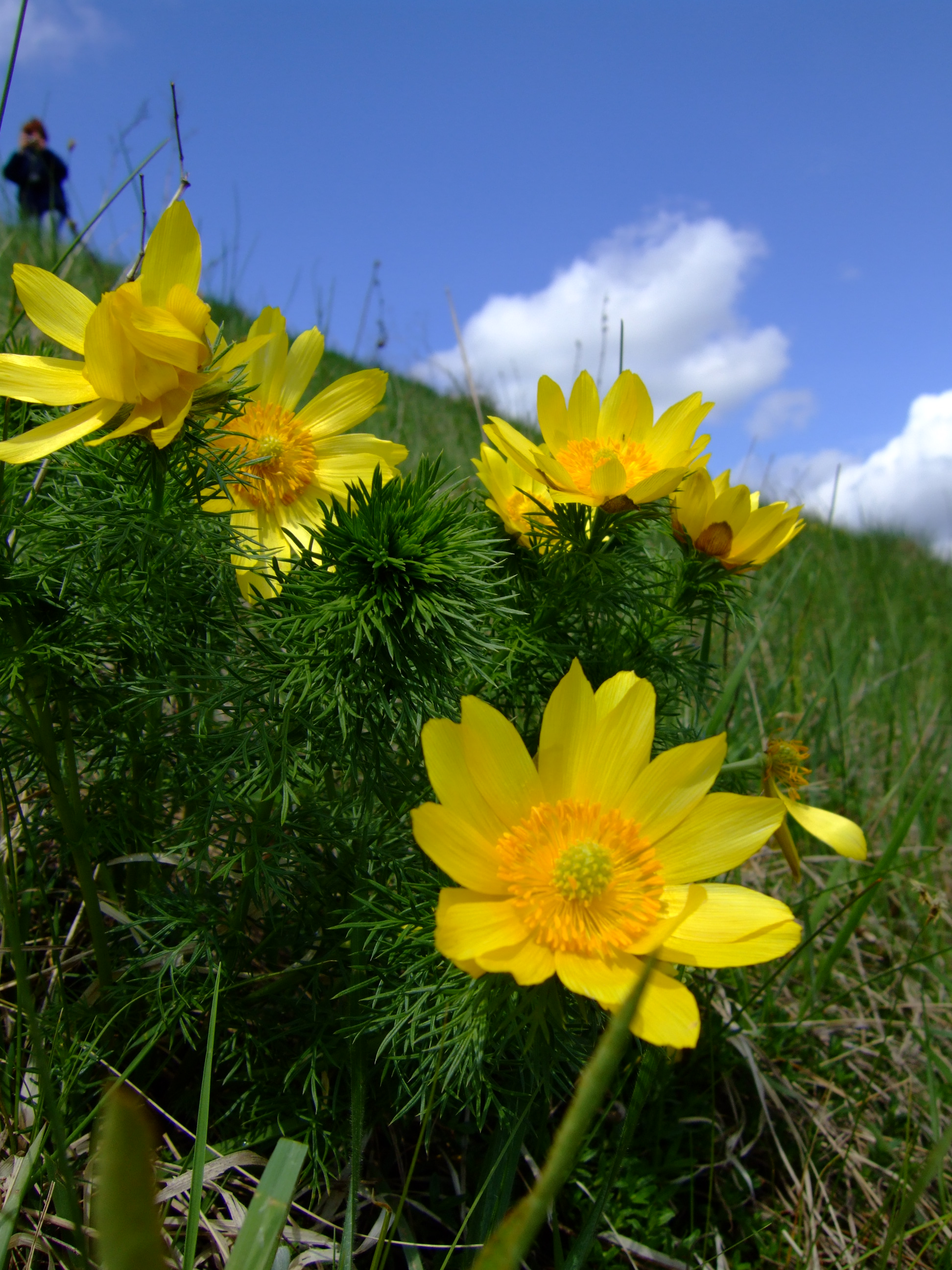
Rușcuță de primăvară (Adonis vernalis)

Valea Florilor reprezintă o zonă încadrată în  bioregiune continentală (pajiști, pășuni, terenuri arabile cultivate) ce conservă trei tipuri de habitate (Pajiști și mlaștini sărăturate panonice și ponto-sarmatice, Pajiști stepice subpanonice) și protejază vegetație floristică rară, cu exemplare de Echium russicum, Crambe tataria, specii aflate la baza desemnării sitului.
În arealul sitului alături de cele două specii floristice cunoscute sub denumirile populare de: târtan (Crambe tataria) și capul șarpelui (Echium russicum) vegetează mai multe rarități floristice (endemisme, specii periclitate), printre care: astragalus (Astragalus exscapus), rușcuță de primăvară (Adonis vernalis), ghioc (Centaurea triumfetti), pesmă de stepă (Centaurea trinervia), sipică (Cephalaria uralensis), mărar păsăresc (Ferulago sylvatica), stânjenei (Iris pontica), poala "Sfintei Mării" (Nepeta ucranica), colilie (Stipa pulcherrima), gălbinare (Serratula radiata), salvia (Salvia transsylvanica), precum și două endemisme pentru Transilvania, cu specii de: Jurinea mollis ssp. transylvanica și Peucedanum tauricum.

## Căi de acces
- Drumul național DN1 pe ruta: Cluj-Napoca - Feleacu - Vâlcele - Tureni - Copăceni - Turda - drumul județean DJ161B pe direcția: Ploscoș - Valea Florilor.

## Atracții turistice
În vecinătatea sitului se află mai multe obiective de interes turistic (lăcașuri de cult, monumente istorice); astfel:

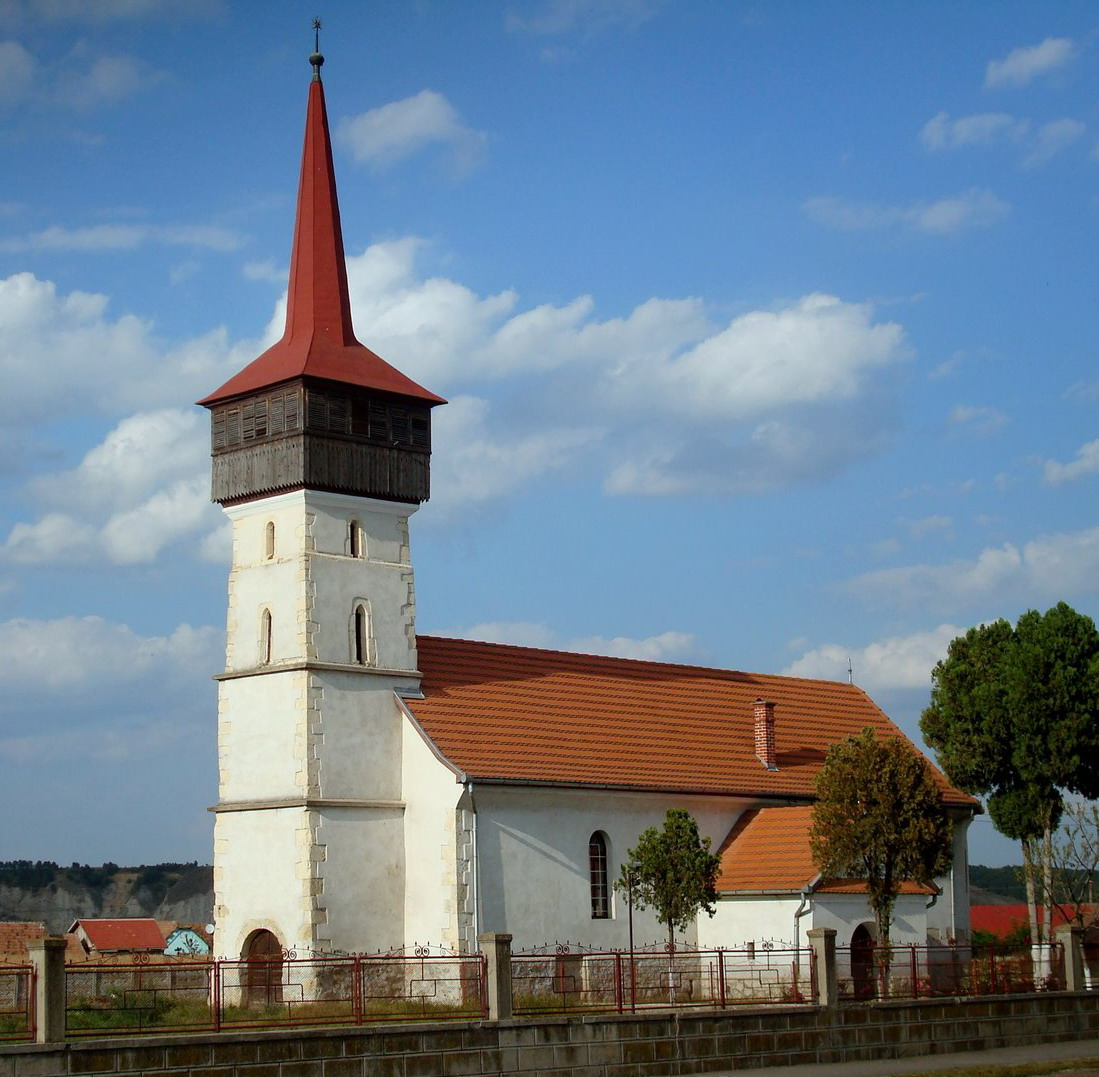
Biserica reformată din Turda

- Biserica reformată "Turda Nouă" din Turda, construcție 1504, monument istoric
- Biserica reformată din Turda, construcție secolul al XV-lea, monument istoric
- Biserica reformată "Turda Veche" din Turda, construcție secolul al XV-lea, monument istoric
- Biserica Romano-Catolică din Turda, construcție 1498-1504, monument istoric
- Palatul Princiar din Turda, construcție secolul al XIV-lea, monument istoric
- Salina Turda, construcție secolul al XVIII-lea, monument istoric
- Fabrica de Bere din Turda, construcție 1756-1814, monument istoric
- Rezervațiile naturale: Sărăturile și Ocna Veche, Cheile Turenilor, Cheile Turzii
- Situl arheologic ("La nord de sat") de la Valea Florilor (Hallstatt, Preistorie)
- Salina de la Valea Florilor (Latène)
- Castrul legiunii a V-a Macedonica de la Potaissa
- Situl arheologic Potaissa